# São Jorge
São Jorge (Święty Jerzy) – portugalska wyspa pochodzenia wulkanicznego, o charakterystycznym, podłużnym kształcie, położona w centralnej części archipelagu azorskiego zaliczanego do Makaronezji. Jest oddalona od Pico o około 15 km, a obie wyspy dzieli lokalna cieśnina. Długość wyspy wynosi 53 km, a szerokość 8 km. Powierzchnia São Jorge wynosi 238 km², a wyspę zamieszkuje około 10 500 mieszkańców.
Wyspa została odkryta w 1439 roku. Przez pierwsze 20 lat była niezamieszkana, wtedy też przybyli na nią pierwsi koloniści. São Jorge jest wyspą pochodzenia wulkanicznego, tak jak pozostałe wyspy archipelagu Azorów. Między 1580 a 1907 rokiem doszło do sześciu erupcji wulkanu. W 1580 roku w wyniku wybuchu i późniejszej erupcji wulkanu zginęło 10 osób. Ta sama sytuacja wystąpiła w 1808 roku – wtedy też zginęło 8 osób.
Najwyższym punktem wyspy jest Pico da Esperança, wznosząca się na 1053 metrów góra. Mieszkańcy wyspy zajmują się głównie rolnictwem, wypasem bydła domowego, produkcją zboża oraz uprawą owoców. Inne zajęcia popularne wśród lokalnych mieszkańców to rybołówstwo oraz mleczarstwo.
Na wyspie znajdują się dwie gminy: Calheta na wschodzie, oraz Velas na zachodzie wyspy.

## Galeria

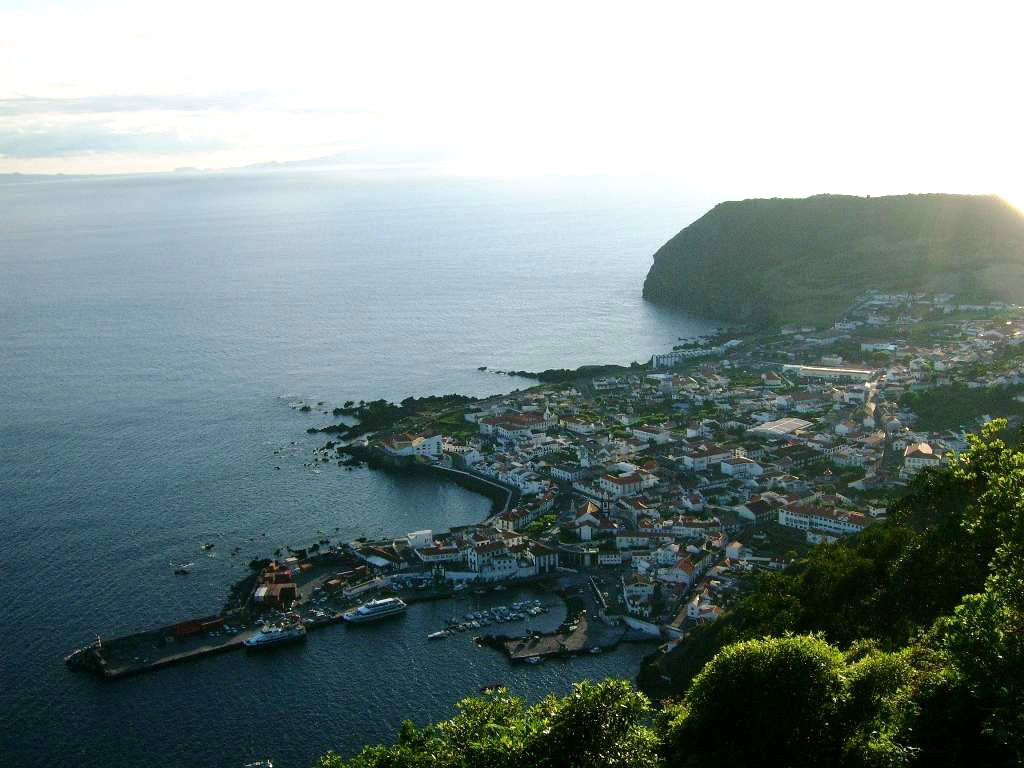
Miejscowość Velas – widok ogólny.
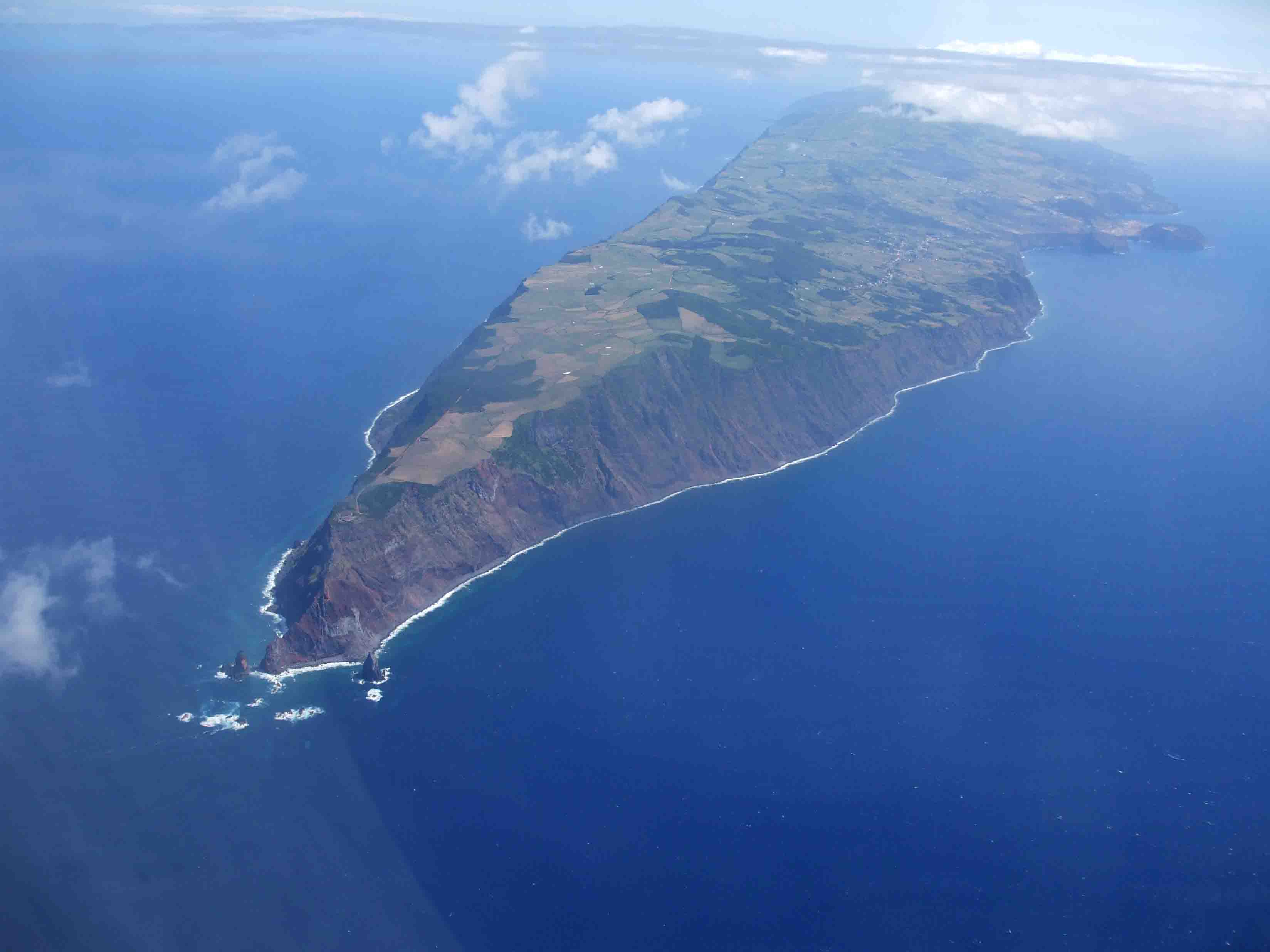
São Jorge z pokładu samolotu. Na pierwszym planie północno-zachodni kraniec wyspy – przylądek Rosais.
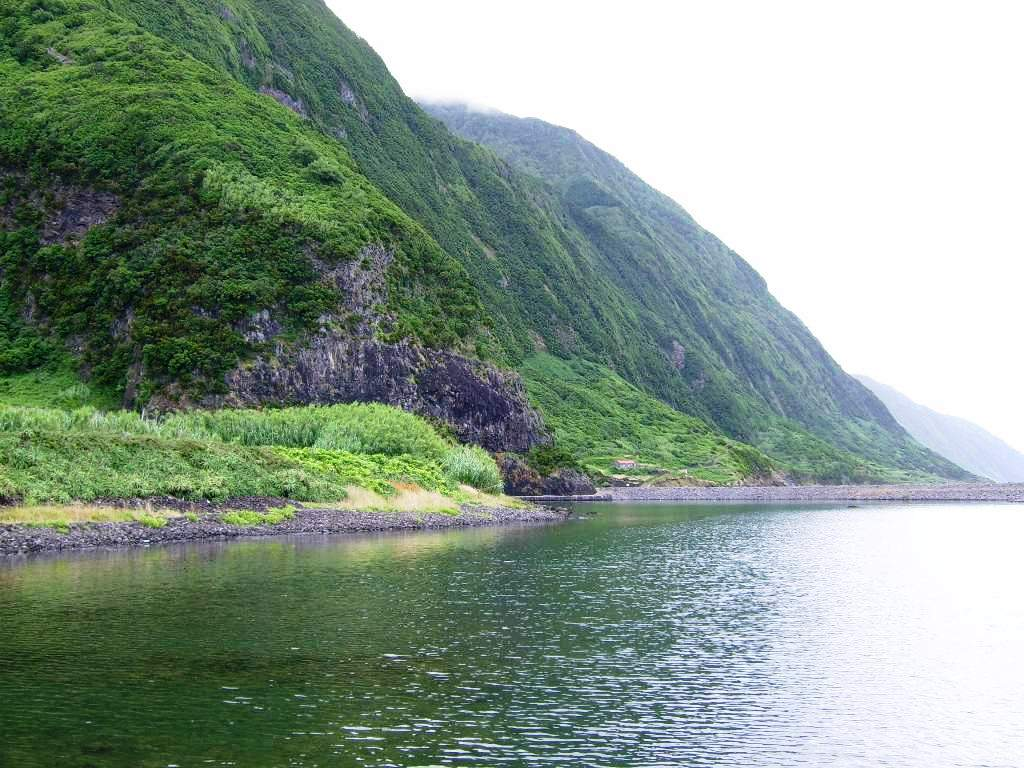
Krajobraz wyspy – jezioro Fajã de Santo Cristo.

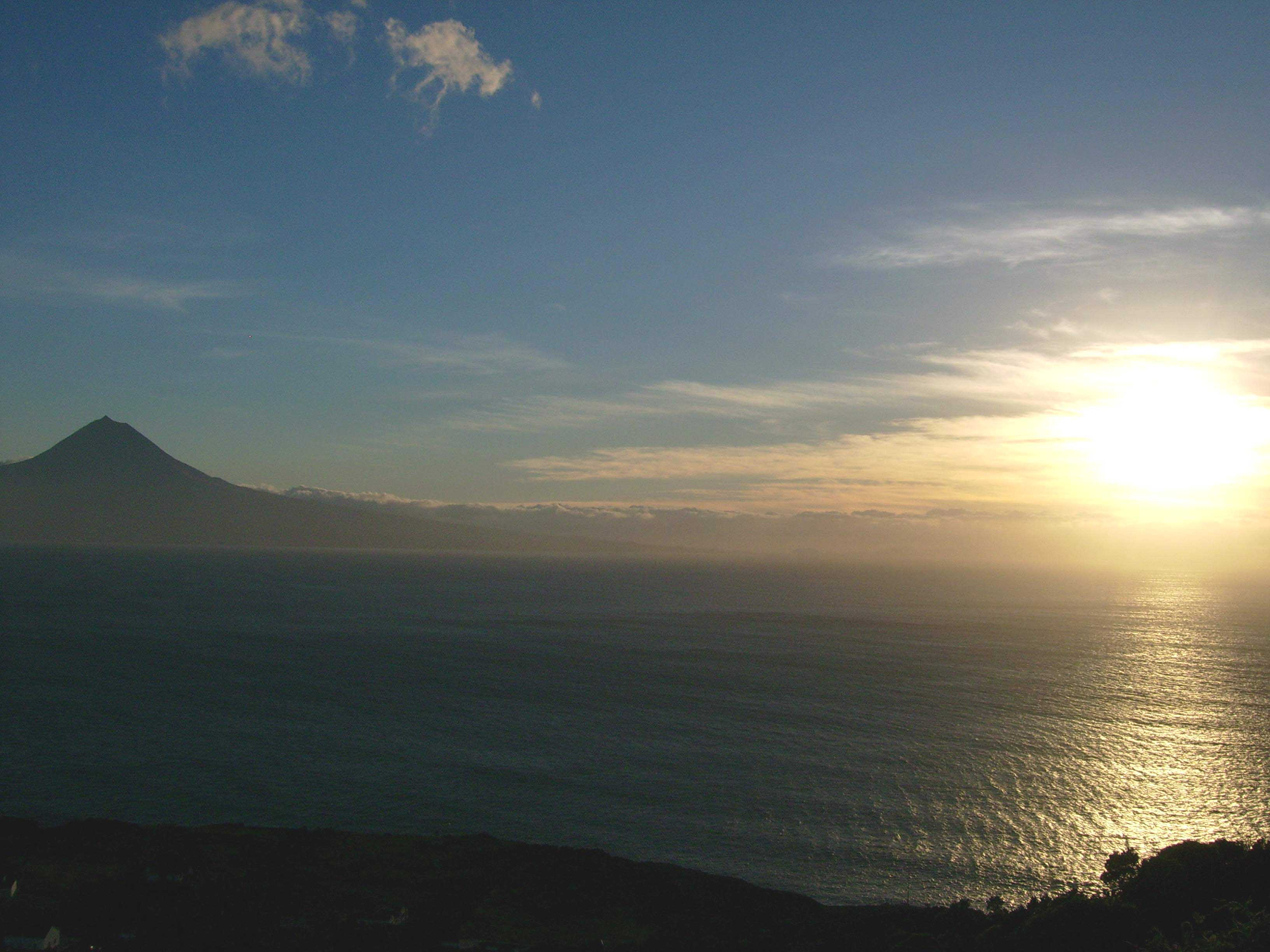
Charakterystyczny wierzchołek pobliskiego stratowulkanu Pico (2351 m n.p.m.), widziany z São Jorge.
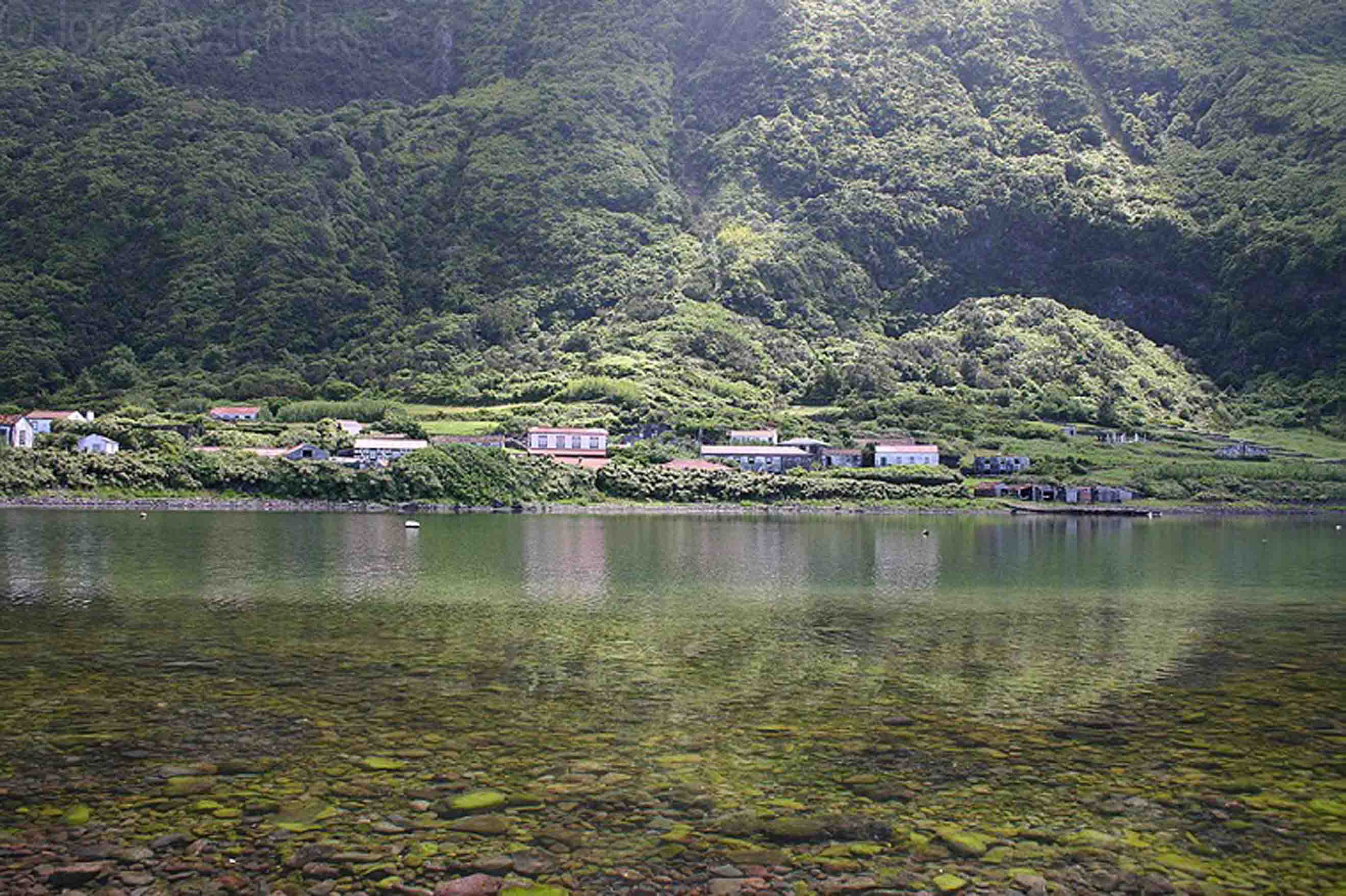
São Jorge – jezioro przybrzeżne Fajã de Santo Cristo.
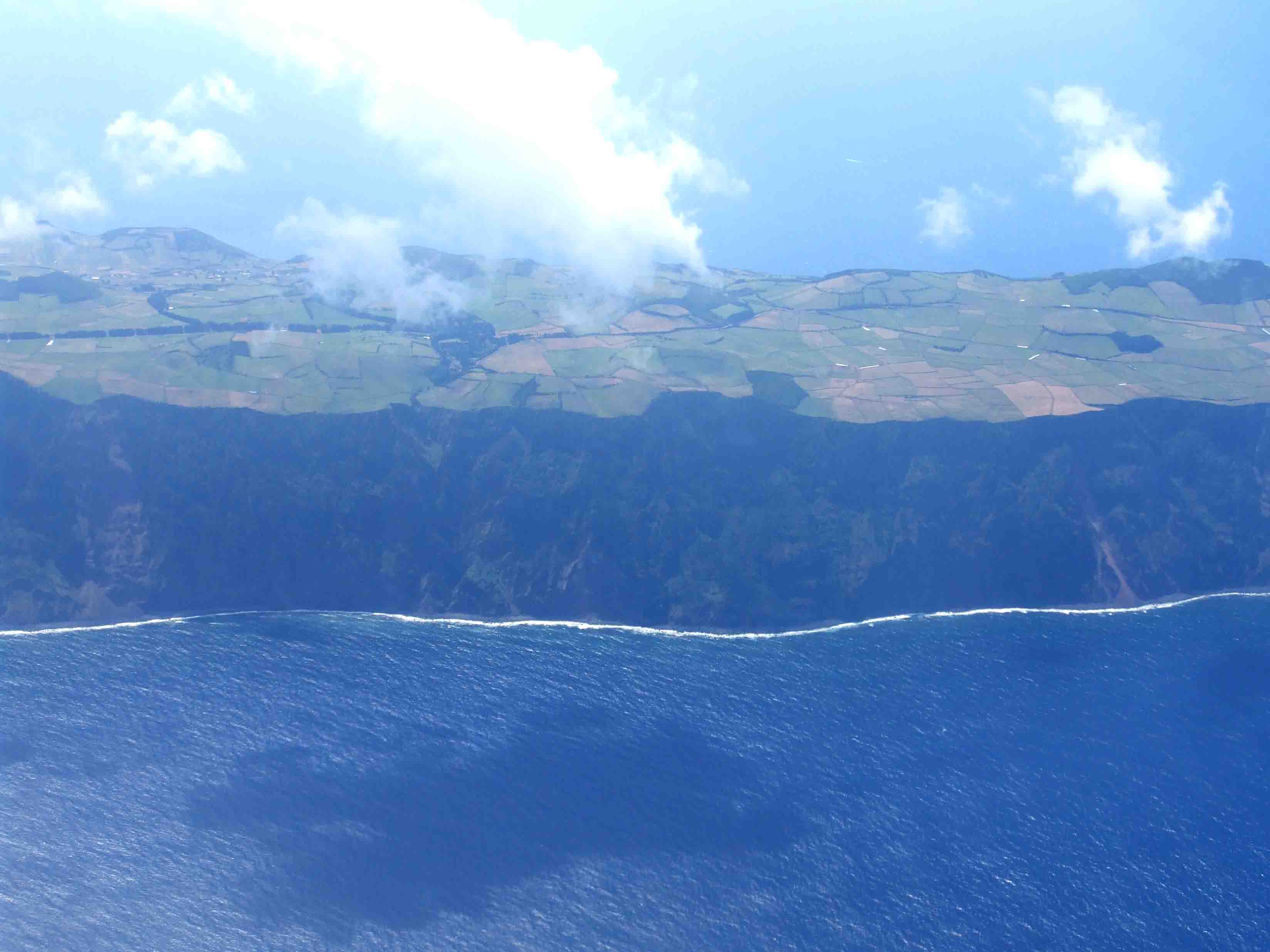
Fragment północnego wybrzeża wyspy.